# Marko Baša
Marko Baša (Servisch: Марко Баша) (Trstenik, 29 december 1982) is een Montenegrijns voormalig voetballer die als verdediger speelde. Hij verruilde in juli 2011 Lokomotiv Moskou voor Lille OSC, waar hij in 2017 zijn carrière afsloot. Baša debuteerde in 2005 voor Servië en Montenegro en in 2009 voor het zelfstandige Montenegro.

## Interlandcarrière
Baša kwam in 2005 drie keer uit voor het voetbalelftal van Servië en Montenegro. Na de scheiding van de twee landen koos hij voor het Montenegrijns voetbalelftal, hoewel hij werd geboren in het tegenwoordige Servië. Hij speelde 39 wedstrijden voor Montenegro en scoorde daarin tweemaal. Zijn eerste treffer voor de nationale ploeg maakte hij op 3 maart 2010 in de vriendschappelijke uitwedstrijd tegen Macedonië, die met 2–1 werd verloren. Zijn tweede treffer was een benutte strafschop tegen Luxemburg in 2013 (1–4 winst).
Hij nam met Servië en Montenegro deel aan de Olympische Spelen 2004 in Athene, Griekenland. Daar werd de ploeg in de voorronde uitgeschakeld na drie nederlagen op rij, tegen achtereenvolgens Argentinië, Australië en Tunesië.